# Возешур
Возешу́р — деревня в Верх-Люкинском сельском поселении Балезинского района Удмуртии. Центр поселения — деревня Верх-Люкино.
Население — 28 человек (2007; 22 в 1961).
Через деревню протекает речка Кузи — правый приток реки Пызеп (верхний приток Чепцы).
В деревне имеются одна улица — Нагорная.
ГНИИМБ : 1837
Индекс : 427542